# Hua Guofeng
Hua Guofeng (Shanxi, 16 de fevereiro de 1921 — Pequim, 20 de agosto de 2008), foi um político chinês. Foi sucessor de Mao Zedong na liderança da China e do Partido Comunista Chinês, tendo sido considerado um líder mais conservador, pondo fim à Revolução Cultural lançada por seu antecessor e procurando uma retomada ao modelo soviético da década de 50. Foi sucedido por Deng Xiaoping após 5 anos de governo, mas continuou atuante na política até 2002. Faleceu devido a complicações de uma doença não revelada.

## Biografia
Originário da província de Shanxi, Hua subiu ao poder como oficial regional em Hunan entre 1949 e 1971, primeiro servindo como secretário do Comitê do Partido da prefeitura de Xiangtan, área natal de Mao, e depois secretário do partido na província durante os últimos estágios do Revolução Cultural. Hua foi elevado ao nível nacional no início de 1976 e era conhecido principalmente por sua lealdade inabalável a Mao. Após a morte de Zhou Enlai, Mao elevou Hua à posição de Premier do Conselho de Estado, supervisionando o trabalho do governo, e de Primeiro Vice-Presidente do Partido Comunista, o que o tornou o sucessor designado de Mao.
Em 6 de outubro de 1976, logo após a morte de Mao em 9 de setembro, Hua removeu a Gangue dos Quatro do poder político ao providenciar sua prisão em Pequim. Posteriormente, ele assumiu os títulos de presidente do partido e presidente da Comissão Militar Central. Hua é até agora o único líder que ocupou simultaneamente os cargos de líder do partido, primeiro-ministro e presidente do CMC.

Hua tentou reformas moderadas e reverteu alguns dos excessos das políticas da era da Revolução Cultural. No entanto, por causa de sua insistência em continuar a linha maoísta e recusa em adotar reformas em grande escala, ele enfrentou resistência nos escalões superiores do partido. Em dezembro de 1978, um grupo de veteranos do partido liderado por Deng Xiaoping, um reformador pragmático, retirou Hua do poder, mas permitiu-lhe manter alguns títulos. Hua gradualmente caiu na obscuridade política, mas continuou a insistir na correção dos princípios maoístas. Ele é lembrado como uma figura de transição amplamente benigna na história política chinesa moderna.

## Ligação externa
- Biografia de Hua Guofeng na Agência Xinhua News (em Chinês)